# بعبدات
بعبدات (به عربی: بعبدات) یک منطقهٔ مسکونی در لبنان است که در استان جبل لبنان واقع شده‌است.